# John Bennett Fenn
John Bennett Fenn (født 15. juni 1917 i New York City, død 10. december 2010) var en amerikansk professor af analytisk kemi. I 2002 han modtog Nobelprisen i kemi.